# Бия (мифология)
Бия (Биа, др.-греч. Βία «мощь, насилие») — в древнегреческой мифологии богиня, персонификация насилия. Дочь Палланта и Стикс. Союзница Зевса в борьбе с титанами. Её храм в Коринфе. Действующее лицо трагедии Эсхила «Прикованный Прометей». В римской мифологии соответствует Майесте.